# Оргазм
Орга́зм (др.-греч. ὀργασμός от ὀργάω — наливаться (соком), набухать; пылать страстью) — кульминация сексуального возбуждения, характеризующаяся чувством освобождения от возбуждения. Оргазм не всегда ощущается как сильное и приятное чувство. Это момент резкого завершения возбуждения, характеризующийся спазмами в районе гениталий, иногда распространяющимися на всё тело. Ощущение оргазма зависит от разных факторов, таких как: эмоциональное, психологическое состояние, сила сексуального возбуждения, способ стимуляции.
Отсутствие оргазма называется аноргазмией.

## Описание
Оргазм не является необходимым условием для размножения, но делает половой акт приятным.
Оргазм происходит обычно в результате механической стимуляции эрогенных зон, обычно половых органов, во время вагинального полового акта, орального или анального секса, мастурбации, стимуляции эрогенных зон рукой партнёра, языком и прочих форм сексуальной активности. Возможно наступление оргазма во сне; у мужчин это явление сопровождается эякуляцией и называется поллюциями (как правило, в период полового созревания). Также оргазм может наступить от сильного перевозбуждения даже без прикосновений к половому органу.
Оргазм — третья, наивысшая фаза изменений, происходящих у человека в его цикле полового ответа.
Оргазм немного различается у мужчин и женщин.
И у мужчин, и у женщин оргазм сопровождается ритмическими сокращениями многих мышц в области таза.
Во время оргазма человек теряет ощущение границ собственного тела.

### Оргазм у мужчин
У мужчин оргазм обычно происходит в момент эякуляции, хотя задокументированы случаи оргазма и без семяизвержения. В момент оргазма у мужчины происходит серия интенсивных сокращений паховых мышц и мышц сфинктера. Если описывать ощущения от оргазма, то это интенсивное чувство наслаждения и тепла, которое начинается с полового члена и постепенно может распространиться на область паха и даже по всему телу. Когда мужчина достигает оргазма, он уже не может остановиться (прервать оргазм и снизить возбуждение) до завершения эякуляции. Эякуляция не всегда вызывает оргазм. Оргазм может быть без эякуляции (т. н. «сухой оргазм») или эякуляция может произойти без наличия оргазма. Во втором случае происходит семяизвержение, но приятных ощущений у мужчины не возникает.
Не все мужчины достигают каждый раз оргазма при половом акте. Мужчины также могут страдать т. н. преждевременной эякуляцией или оргазмом, который возникает при нескольких фрикциях.
Оргазм между мужчинами также может различаться. Это может зависеть от физиологии (строения половой системы), от эмоционального состояния и состояния нервной системы. Говорить, что у мужчин оргазмы одинаковые, столь же неверно, сколь говорить это о женщинах.

### Оргазм у женщин
Женщины при наступлении оргазма испытывают спазмические сокращения паховых мышц, мышц влагалища и ануса. Если описывать ощущения от оргазма, то это чувство разливающегося тепла, которое сменяется непроизвольными ритмичными сокращениями в области влагалища, малого таза, иногда и наружных половых органов.
Для женщин оргазм не является обязательным элементом размножения и полового акта, беременность наступает и без оргазма. Среди сексологов всего мира преобладает мнение, что оргазм для женщин является не эволюционной необходимостью, а привлекательным элементом полового акта, чтобы женщины соглашались на половой акт.
Способность к получению оргазма сильно различается среди женщин и определяется врождёнными характеристиками центральной и периферической нервных систем. Сексологи различают три степени оргастичности: «испытывает в любых ситуациях», «испытывает самостоятельно, имеет трудности с партнёром» и «трудности в любых ситуациях».
Степень (простота) достижения оргазма у женщины связана с физиологическими особенностями: иннервация наружных половых органов, наличие иннервации шейки матки, расположение клитора, баланс нейромедиаторов в головном мозге, гормональный фон, плотность и чувствительность рецепторов. 
Внешние факторы также влияют на способность к получению и степень оргазма. Основные факторы — психологическое состояние, наличие эмоциональных травм:
- Формирование и привыкание к дезадаптивным способам мастурбации.

Оргазм «живёт в голове» и это в той же мере имеет отношение к мужчинам. Он возможен без прикосновения к половым органам: во сне или под гипнозом, как реакция на внешний образ в изменённом сознании, бывает реакцией на сильное эмоциональное возбуждение. Многие случаи аноргазмии связаны с «головой».
Женщинам помогает испытывать оргазм уверенность как в собственной сексуальности, так и в том, что право на удовольствие есть у каждой, при этом нет значения, секс с партнёром это или мастурбация.
Для достижения оргазма женщине необходимо больше времени, чем мужчине. Женщине необходимо достичь высокого уровня возбуждения («плато возбуждения»), после чего оргазм становится возможным. При дальнейшей стимуляции уровень возбуждения ещё повышается и может быть достигнут оргазм. После оргазма уровень возбуждения снижается не сильно, до уровня «плато», и оргазм может повториться.
Сложности получения оргазма с партнёром могут быть вызваны:
- мысленными ожиданиями, попытками «выжимать оргазм», которые мешают наступить оргазму;
- дезадаптивной мастурбацией (особенный способ получения оргазма: душ, сжимание бёдер, трение о предметы и др.);
- мужской фактор, когда сексуальность партнёров не совпадает и отсутствует диалог между ними;
- уровень тренированности чувствительности половых органов.

Ситуационные факторы, влияющие на получение оргазма, сугубо индивидуальны:
- день менструального цикла;
- отношение к партнёру в настоящий момент;
- настроение;
- приём лекарств, прежде всего неправильно подобранные контрацептивы и антидепрессанты;
- алкоголь;
- состояние здоровья.

Приматы
Известный голландский этолог Франс Де Вааль отмечает способность к оргазму самок шимпанзе-бонобо. Во время оргазма бонобо демонстрируют поведение, характерное и для самок человека разумного (женщин): неконтролируемые телодвижения, звуки, выражающие крайнюю степень удовольствия и тому подобное.

## Физиология
Во время оргазма дыхание учащается, частота сердечных сокращений увеличивается до 180 ударов в минуту и более, значительно повышается артериальное давление. Такой режим работы сердца сравним с экстремальной физической нагрузкой. Часто отмечаются покраснения кожи груди и лица.

### Особенности физиологии женского оргазма
Видимая при гинекологическом осмотре часть клитора является наружной и меньшей его частью. Большая часть клитора расположена в толще тканей и не видна. Тело клитора раздваивается на две ножки, которые проходят в основании малых половых губ, здесь же сосредоточено большое число нервных окончаний. Сверху клитор имеет капюшон, который в свою очередь также соединён с малыми половыми губами. Если потянуть пальцами за малые губы, они сдвигают капюшон на головку клитора. Данное воздействие способно вызывать у женщин приятные ощущения (нечто подобное испытывают мужчины, когда крайняя плоть натягивается на головку пениса). Одновременно расположенные под малыми губами чувствительные «ножки» клитора тоже натягиваются, что приносит женщине дополнительное чувство удовольствия. Многие женщины практикуют мастурбацию на малых половых губах. В основном, их теребят, подёргивают или оттягивают, передавая вибрации губ на клитор. Данная техника мастурбации частично воспроизводит ощущения, которые женщина испытывает при вагинальном сексе, когда мужской пенис, проникая во влагалище, широко раздвигает, а главное, натягивает малые половые губы.
Всё это обеспечивает непрямую, но очень эффективную стимуляцию клитора, вплоть до кульминации ощущений и оргазма. Фактически речь идёт о том, что вагинальный оргазм с точки зрения физиологии является следствием стимуляции клитора, только не прямой, а косвенной. Именно косвенная стимуляция клитора при вагинальном сексе, как правило, и бывает расценена как «вагинальный оргазм».
По современным представлениям, не существует «вагинального» и «клиторального» оргазмов, это разные по характеру и силе ощущения одного оргазма, обусловленные разной степенью стимуляции эрогенных зон. Западные сексологи выработали термин «женский эректильный орган» (головка клитора, тело клитора, ножки клитора, луковицы преддверия), прямая стимуляция которого приводит к «клиторальному оргазму», а непрямая — к «вагинальному». О двух оргазмах первым высказывался Фрейд, ныне эта гипотеза отвергнута.
Важным для лёгкости или трудности достижения оргазма является наличие или отсутствие иннервации шейки матки от гипогастрального нервного сплетения. Есть женщины, у которых нет этой иннервации, шейка матки полностью нечувствительна, и у них есть сложности с достижением оргазма.
Другой фактор — блуждающий нерв может заканчиваться в шейке матки. При наличии такой иннервации даже парализованная (в результате повреждения позвоночного столба) женщина может испытывать оргазм, таких женщин около 40 %. Дело в том, что блуждающий нерв идёт мимо позвоночного столба (с этим нервом связан эффект цервиковагального рефлекса, когда при гинекологических манипуляциях с шейкой матки женщина может упасть в обморок).
Расположение клитора вблизи входа во влагалище способствует лёгкости достижения оргазма при половом акте, большое расстояние между ними — снижает вероятность оргазма.
Сексуальность женщины и способность получать удовольствие также определяют гормональные факторы: уровень мужских гормонов, расположение рецепторов к ним в головном мозге и тканях, чувствительность этих рецепторов, соотношение нейромедиаторов.
Таким образом, изучение физиологии позволяет понять, как именно формируется вагинальный оргазм, и объяснить, почему некоторые женщины неспособны его испытывать. Причиной так называемой «ложной аноргазмии» у женщин часто является устойчивая привычка к достижению оргазма исключительно путём прямой стимуляции клитора при мастурбации. Женщины, сталкивающиеся в жизни с проблемой отсутствия оргазма при вагинальном сексе (в то время как при мастурбации оргазм есть), могут преодолеть затруднения, последовательно осваивая способ непрямой стимуляции клитора. То есть постепенно вырабатывая эрогенную отзывчивость именно на косвенные (непрямые) стимулы и воздействия. Если женщине удаётся научиться воздействовать на клитор не напрямую, а опосредованно (например, стимулируя половые губы), то диапазон эрогенной отзывчивости расширяется и в итоге возможно полное устранение «ложной аноргазмии».

### Особенности физиологии мужского оргазма
У мужчины, не применяющего специальных методик (см. Управление оргазмом), оргазм непосредственно связан с эякуляцией, хотя это и различные механизмы. Скорость достижения эякуляции (следовательно, и оргазма) зависит от длительности предшествовавшего периода полового воздержания: чем дольше период сексуальной бездеятельности, тем быстрее происходит эякуляция. При недостаточном периоде воздержания достижение оргазма у некоторых мужчин может быть затруднено. У мужчин также может возникать множественный оргазм. Это было подтверждено рядом исследований, который документально подтвердили в лабораторных условиях мультиоргазмичных мужчин. Некоторые из таких мужчин испытывали несколько видов оргазма (сухой и классический) при этом за 36 минут могли испытать 6 и более оргазмов без рефрактерного периода.
Также оргазм у мужчин возможен и без стимуляции эректильного органа. К примеру оргазм может возникнуть от стимуляции простаты или даже сосков. Данные оргазмы возникают реже генитальных, но всё же они возможны.

## Субъективное восприятие
Оргазм у мужчин обычно пикообразный. Длительность и качество оргазма может варьироваться в зависимости от массы факторов (какие эрогенные зоны были стимулированы, эмоциональное состояние, физиологическое состояние, воздержание и т. д.). После эякуляции у мужчин с большой вероятностью (есть исключения) может возникать так называемый рефрактерный период. Данный период может длиться от нескольких секунд до нескольких минут и длительность зависит от возраста. В редких, но задокументированных случаях, у ряда мужчин, рефрактерный период отсутствовал и данные мужчины могли испытывать серию оргазмов, которые шли друг за другом.
У многих женщин, как и у мужчин, оргазм является кратковременным и имеет пикообразную форму. Длительность оргазма, как и у мужчин, может варьироваться от массы факторов (гормональное состояние, эмоциональное состояние, воздержание, какие эрогенные зоны стимулировались и т. д.). Рефрактерный период у женщин так же может возникнуть. К примеру, после оргазма стимуляция клитора становится настолько болезненной, что женщина входит в состояние невозбудимости. Это состояние так же может длиться минуты и даже часы.
Если описывать субъективное восприятие оргазма, то по многим опросам, целью которых было сравнить ответы мужчин и женщин, эксперты не смогли при анонимной выборке ответов определить пол человека, который описывал свои ощущения в момент оргазма. Поэтому часть учёных, сексологов и психологов сходятся во мнении, что субъективные ощущения оргазма у мужчин и женщин крайне схожи и зависят от массы параметров. Одним из таких параметров является эмоциональный настрой, а другим немаловажным фактором является стимуляция определённых эрогенных зон. В зависимости от того, какие зоны будут стимулироваться в момент полового акта, оттенки ощущений при оргазме, как и его длительность, могут меняться. Если кратко описывать ощущения оргазма, то что мужчины, что женщины склонны его описывать так: «Это нарастающее чувство тепла и напряжения, которое фокусируется в области половых органов, и потом растекающееся по всему паху и телу». У мужчин, в некоторых случаях, оргазм описывается как «Взрыв фейерверка», непродолжительное, но крайне интенсивное чувство блаженства.
В исследованиях при использовании анальных и вагинальных зондов давления, измеряли интенсивность и длительность сокращений паховых мышц (вагинальных в том числе) и ануса. По итогам двух исследований, которые проводились на мужской и женской группе раздельно, различий между мужскими и женским видами сокращений практически не было. Исследователи в ходе своих наблюдений выявили два типа сокращений, которые подразделялись в зависимости от длительности сокращений, их амплитуде и количеству. Оба типа были обнаружены в малочисленной мужской и женской популяции, что подтверждает то, что длительность и сам механизм оргазмических спазмов мышц у двух полов очень похож. Разумеется, сам тип оргазма и его длительность зависят больше от физиологии отдельного человека. Те, кто испытывали оргазм первого типа, с большей вероятностью (если не с абсолютной) испытывали этот тип и в последующие разы.

## Виды
В современной сексологии выделены следующие виды оргазма:
- оргазм во время полового акта (без дополнительной стимуляции, то есть наступающий только вследствие фрикций);
- оргазм с дополнительной стимуляцией.

Некоторые сексологи (A. Kinsey, W. Masters, V. Johnson, S. Schnabl) отрицают наличие разных видов оргазмов.
Генитальный (обычный, локальный) оргазм — это то, что происходит по умолчанию. То есть, если человек достигает оргазма, то, скорее всего, это генитальный оргазм. Анатомически генитальный оргазм является следствием сокращений мышц в тазовой области с определённой частотой. Это легко подтверждается мастурбацией.
У мужчин обычно сопровождается эякуляцией — выбросом спермы из уретры. У некоторых женщин сопровождается выбросом характерной жидкости, так называемой женской эякуляцией.
У мужчин можно разделить оргазмы на несколько видов:
- оргазм с эякуляцией;
- сухой оргазм;
- оргазм простаты (необязательно при анальном половом акте).

Классическим оргазмом для мужчины является оргазм с семяизвержением (или эякуляцией). Данный оргазм достигается чаще всего, так как он является нормальной реакцией организма при половом акте. В момент оргазма происходит серия спазмических сокращений паховых мышц, мышц ануса и в момент этих сокращений происходит выброс спермы.
Сухой оргазм может достигается при освоении ряда практик по сдерживании семени, тем самым продлевая сам оргазм и сокращая или убирая вовсе рефрактерный период (хотя были документально подтверждены мужчины, у которых отсутствовал рефрактерный период и при простых классических оргазмах). Сухой оргазм также может происходить при ряде патологий, когда эякуляция происходит в мочевой пузырь.
Оргазм простаты может достигаться разными способами. Во-первых, простату иногда называют «мужской точкой G» или P-точкой, и простата является крайне чувствительным органом. Во-вторых, стимуляция простаты может достигаться не обязательно при анальном половом акте (между двумя мужчинами). Стимуляция простаты может совершаться как внутри ануса партнёром или различными приспособлениями, так и при наружной стимуляции в районе промежности. В таком случае в момент стимуляции простаты из полового члена начнёт выделяться семенная жидкость. Но эрекция в большинстве случаев может отсутствовать и сам оргазм и эякуляция может произойти без эрекции полового члена. Есть мужчины, которые могут достичь оргазма только с помощью простаты.
Традиционно у женщин принято делить оргазм на несколько видов:
- клиторальный
- вагинальный

По поводу вагинального оргазма до сих пор нет единого мнения. Первоначально, например, в работах Зигмунда Фрейда, оргазм у женщин разделялся на клиторальный и вагинальный, а неспособность к вагинальному оргазму считалась проявлением фригидности и неспособности к оргазму при половом акте. Впоследствии в ряде работ отрицалось наличие у женщин вагинального оргазма и наличие в области влагалища эрогенных зон. При этом подчёркивается необходимость стимуляции клитора.

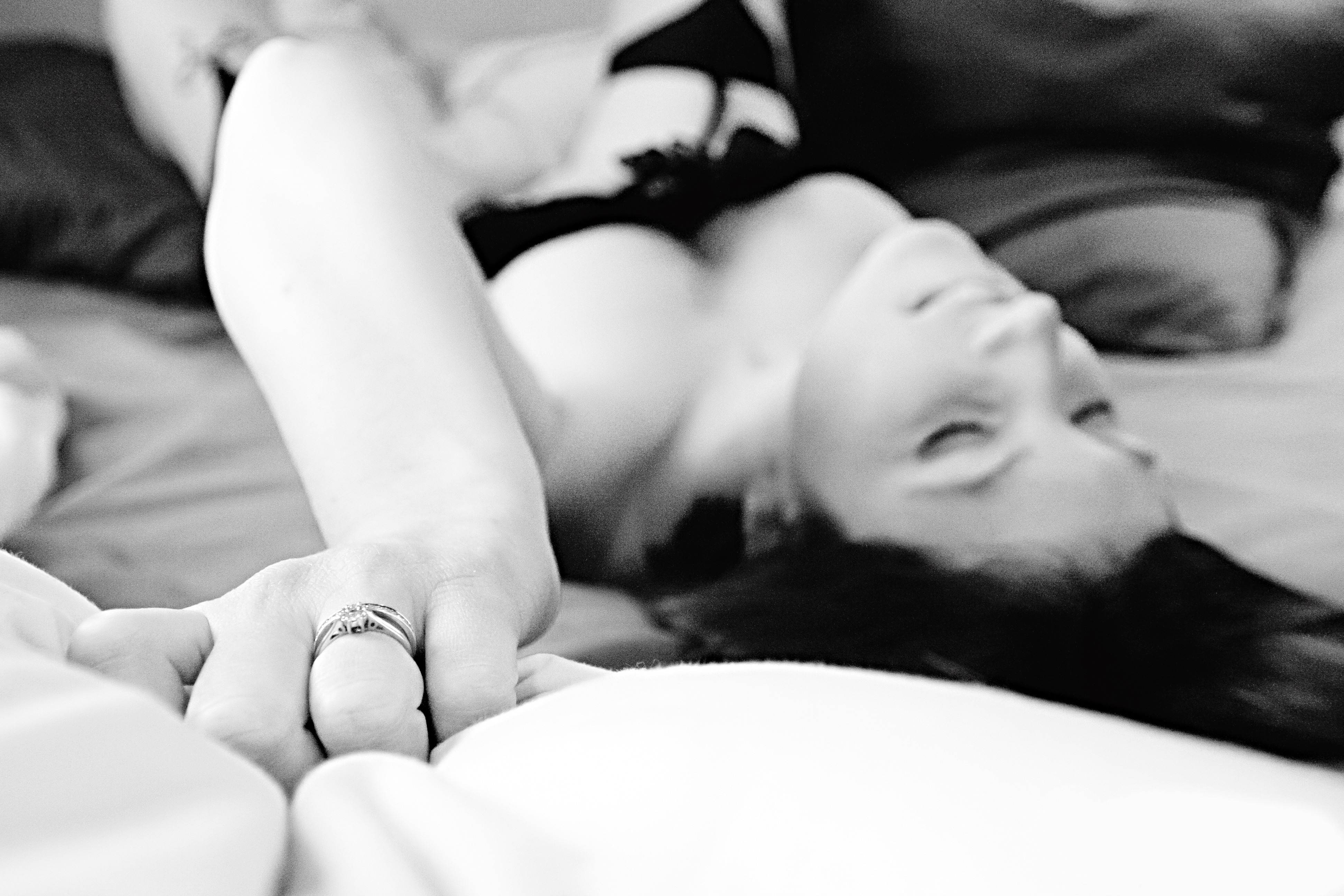
Женский оргазм во время мастурбации

В конце XX века преобладала точка зрения о том, что стенки влагалища не являются эрогенной зоной женщины, однако в районе влагалища у женщин присутствуют эрогенные зоны. Это объясняет тот факт, что многие женщины считают влагалище эрогенной зоной. Когда женщина возбуждена, ножки клитора, охватывающие влагалище, наполняются кровью и увеличиваются в объёме. Вследствие этого данные зоны становятся доступными для стимуляции при вагинальном сексе, рукой или фаллоимитатором. Это явление также называется эрекцией, аналогично эрекции мужского пениса. При вагинальном сексе возможна также непрямая стимуляция головки клитора.
В начале XXI века в результате проводимых исследований мнение сексологов начало меняться. К середине 2010-х общепринятым стало считать, что чувствительной является первая треть влагалища и, у некоторых женщин, шейка матки. Точка G при этом является проекцией на стенку влагалища места сочленения ножек и тела клитора (между ним и влагалищем расположена уретра), и чувствительность этого места индивидуальна (зависит от особенностей строения у конкретной женщины).
Тем не менее, большинство женщин легче достигают оргазма при прямой мануальной или оральной (куннилингус) стимуляции головки клитора, а для многих женщин это единственная возможность достижения оргазма. Поэтому такая стимуляция рекомендуется наряду с вагинальным половым актом, или как самостоятельный вид сексуальной активности, например, при мастурбации.
Часть учёных отрицает наличие у женщин маточного оргазма. Однако, по наблюдению врачей-рентгенохирургов, которые выполняли установку катетера в маточную артерию и последующее быстрое введение рентгеноконтрастного вещества «Урографин» для диагностики некоторых заболеваний матки, у большинства женщин наблюдался маточный оргазм. Одной из эрогенных зон женщин является область в глубине влагалища рядом с шейкой матки. В то же время для многих женщин глубокое проникновение пениса во влагалище может быть болезненным или неприятным.
Особая и довольно редкая разновидность оргазма — так называемый миотонический (миокомпрессионный) оргазм, который достигается сильным сжатием/напряжением приводящих мышц бёдер. Для достижения миотонического оргазма женщина характерным и индивидуальным только для неё образом напрягает мышцы, что приводит к возникновению оргазма, причём достаточно быстро, по сравнению с партнёрским сексом. При миотоническом оргазме у женщины не выделяются какие-либо особые эрогенные зоны, поэтому в партнёрском сексе мужчине воздействовать не на что, по сути этот вид оргазма женщина получает путём мастурбации. Миотонический оргазм, без осознания, что это оргазм, зачастую развивается у девочек с детства, и это может впоследствии создать проблему получения клиторального или вагинального оргазма при половом акте с партнёром, так как девушка или женщина привыкла получать оргазм скрещиванием/сжатием/напряжением бёдер ног, что трудно применить в большинстве поз полового акта с партнёром.
В популярной литературе часто пишут о мистических оргазмах от силы мысли или от поглаживаний, которые могут испытать женщины, но по факту этому крайне мало документальных подтверждений. За исключением одного исследования на 12 женщинах, которые могли испытывать оргазм с помощью техник сокращения паховых мышц и образов, других подобных исследований на группах женщин, и тем более мужчин не проводилось, хотя по данным различных форумов и нескольких отчётов Кинси в 50-е года прошлого века допускается существование подобного оргазма и у мужчин. Также в популярной литературе может встретиться деление оргазмов на 17 видов у женщин. Вновь, документальных подтверждений не существует. Многие учёные сходятся во мнении, что делить оргазмы на виды с точки зрения физиологии неразумно, а подобная литература является в большей степени фальсификацией и с наукой ничего общего не имеет.
Но в некоторых случаях достижение оргазма мужчиной или женщиной может происходить и без стимуляции гениталий. К примеру, женщины и мужчины могут испытать оргазм от стимуляции сосков. Так, исследование Комисарука было первым, в котором женские гениталии были нанесены на сенсорную часть мозга. По итогу наблюдений данные указывают на то, что ощущения от сосков передаются в ту же часть мозга, что и ощущения от влагалища, клитора и шейки матки, и что эти зарегистрированные оргазмы являются генитальными оргазмами, вызванными стимуляцией сосков, и могут быть напрямую связаны с сенсорной корой половых органов. Комисарук также сообщил, однако, что предварительные данные свидетельствуют о том, что нервы сосков могут напрямую связываться с соответствующими частями мозга без участия матки, признавая мужчин в его исследовании, которые продемонстрировали тот же образец стимуляции сосков, активирующий области мозга, ответственные за генитальную стимуляцию.

## Управление оргазмом
Управление оргазмом — это половая практика по контролю над наступлением оргазма, над его продолжительностью и глубиной у индивида, половой пары или у принимающего партнёра, будь то женщина или мужчина. Некоторые методики управления оргазмом описываются в книгах Мантека Чиа.

## Нарушения оргазма
Нарушения оргазма — трудность или невозможность женщине достичь оргазма. У мужчины оргазм наступает всегда при эякуляции, и при совершении полового акта нет речи о невозможности оргазма. Однако у мужчин бывает импотенция, при которой половой акт невозможен.
Основные причины:
- физиологические особенности и тонус мышц влагалища;
- социальные причины;
- ситуационные причины.

### Затруднённое достижение оргазма
Если получение оргазма желательно, то в основном его отсутствие связано с неспособностью женщины расслабиться и «уступить ему дорогу». Похоже, что это тесно связано с внутренним устремлением проявить себя в занятии сексом и нежеланием получить удовольствие отдельно от удовлетворения партнёра. Часто женщины так сильно беспокоятся о наслаждении своего партнёра, что становятся беспокойными, а это проявляется в виде нетерпеливости с задержкой наступления оргазма у них. Подобная задержка способна привести к расстройству неполучения полового удовлетворения с оргазмом.
Хотя нарушение оргазма может иметь психологические компоненты, также часто причиной могут быть и физиологические факторы. Например, задержка наступления оргазма или неспособность его получить — частый побочный эффект многих лекарственных препаратов. Многие сексологи заявляют, что проблема преждевременного семяизвержения непосредственно связана с идеей, поддерживаемой наукой в начале XX века, когда излишне подчёркивалось значение возникновения взаимного оргазма как цели и знака истинного полового удовлетворения в интимных отношениях. Стёртый оргазм (снижение оргастических ощущений) выявляется у 30 % больных хроническим простатитом. Причинами стёртого оргазма являются снижение тонуса и зияние (раскрытие) устьев семявыбрасывающих протоков. Вследствие этого уменьшается сила истечения спермы и снижается раздражение рецепторов (воспринимающих структур) на поверхности семенного бугорка, ответственных за ощущение оргазма.

### Коррекция нарушений оргазма
Современные сексологи рассматривают следующие способы коррекции нарушений оргазма:
- отказ от дезадаптивных способов мастурбации, чтобы отменить условный рефлекс быстрого достижения оргазма в специальных условиях;
- развитие чувствительности и мышечного тонуса влагалища по принципам неврологической реабилитации, при этом используются вибрационная и миостимуляция;
- открытие и вовлечение новых эрогенных зон:
  - сенсорная депривация для развития тактильных ощущений;
  - создание возбуждения без контакта половых органов;
  - подключение и развитие новых эрогенных зон, которые вовлекаются в создание ансамбля ощущений, который в конечном итоге реализуется в оргастические ощущения;
- «поза CAT» (Coital Alignment Technique), позволяет испытать оргазм 40-50 % женщин, ранее не испытывавших оргазм при половой стимуляции;
- поиск подходящих вариантов полового акта (длительность, поза, обстановка и пр.).

## Оргазм и BDSM
Достижение состояния женского оргазма часто ставится целью в практиках BDSM. При этом женский оргазм рассматривается как безусловный рефлекс в практиках SM и как условный рефлекс в практиках DS. В SM состояние оргазма вызывает ритмичная интенсивная флагелляция каких-либо частей тела. В DS распространена практика оргазм по команде, когда обучением вырабатывается стойкое мгновенное возникновение оргазма на определённое условное слово или невербальный знак (например, щелчок пальцами). Оргазм по команде может воспроизводиться многократно даже в течение небольшого периода времени. В то же время подобная трактовка оргазма в БДСМ противоречит принципам сексологии и научному определению садизма и мазохизма. Выработка условного рефлекса на оргазм зачастую является небезопасной, поскольку в дальнейшем затрудняет и искажает сексуальную жизнь такого человека. Закрепление получения оргазма от флагелляции также основано на формировании условных рефлексов.

## Оргазм и эзотерика
Буддийские тантристы рассматривали оргазм как сансарическое выражение Тела Великого Блаженства. Учение тантрической йоги также использовало оргазм высокой интенсивности в качестве метода остановки мышления, метода избавления от двойственного разделения реальности на субъекты и объекты, а также метода достижения блаженства нирваны.
Согласно учению буддийской йоги и даосизма, практикующий может достичь умения испытывать оргазм без эякуляции. Данному вопросу посвящены несколько работ даосского мастера Мантека Чиа.
Согласно эзотерическим воззрениям на вопрос сексуальности, половые органы человека представляют собой уменьшенную копию всего тела. То есть при воздействии на определённые точки половых органов стимулируются определённые узлы ЦНС человека. На этом подходе базируется даосский массаж половых органов, а также «исцеляющие позиции», направленные, в частности, на стимуляцию определённых участков половых органов.

## Фильмография
- «Почему? За что мы любим секс?» (англ. Curiosity. Why is sex fun?) — научно-популярный фильм, снятый Discovery в 2011 г..

### Комментарии
1. ↑  Из-за специфики анатомии половых органов самки бонобо предпочитают совершать соитие в позе «лицом к лицу»[7]